# Asijsko-pacifická zelená síť
Asijsko-pacifická zelená síť (v angličtině Asia Pacific Greens Network, zkráceně APGN) je federace politických stran a politických hnutí orientovaných na prosazování zelené politiky z oblasti Asie a Pacifiku. Je jednou ze čtyř organizací sdružených v Globálních zelených. Vznikla v únoru 2005 v japonském Kjótu.
Řádnými členy APGN jsou strany z Austrálie, Filipín, Indie, Japonska, Jižní Koreje, Nového Zélandu, Pákistánu a Tchaj-wanu. Přidružení členové pocházejí z Austrálie, Filipín, Francouzské Polynésie, Mongolska, Nepálu a Srí Lanky. 